# Zyras nakuruensis
Zyras nakuruensis – gatunek chrząszcza z rodziny kusakowatych i podrodziny rydzenic.
Gatunek ten opisał po raz pierwszy w 1996 roku Roberto Pace na łamach „Revue suisse de Zoologie”. Jako lokalizację typową wskazano brzeg jeziora Naivasha koło Mundui Estate w kenijskim hrabstwie Nakuru.
Chrząszcz o silnie błyszczącym, wydłużonym w zarysie ciele długości 6 mm. Głowa jest brązowo ubarwiona,  o punktowaniu skąpym i zatartym z wyjątkiem całkiem niepunktowanej linii środkowej. Czułki mają człony pierwszy, drugi i jedenasty rudobrązowe, pozostałe człony zaś brązowe. Rudożółte przedplecze ma wyraźne i rozproszone punktowanie. Brązowe z rudożółtą podstawą pokrywy mają wyraźne, w tylnej połowie cieńsze niż w przedniej punktowanie. Kolor odnóży jest rudożółty. Odwłok rudożółty z brązowymi wolnymi urotergitami czwartym i piątym.
Owad afrotropikalny, znany wyłącznie z Kenii.